# Rue de la Perverie
La rue de la Perverie est une rue de Nantes située dans le quartier Breil - Barberie.

## Situation et accès
Cette rue relie la rue de la Potonnerie au boulevard Gabriel-Lauriol. Elle n'est composée quasiment que de maisons individuelles, comme tout le quartier, loti au début du XXe siècle.
On peut toutefois noter les établissements de la Perverie (maternelle-primaire-collège-lycée-prépa) qui figurent au coin de la rue.

## Origine du nom
La Perverie était le lieu où les seigneurs du Loquidy, les archidiacres de la Mée, chassaient à l'épervier.

## Historique
La Perverie était le lieu où les seigneurs du Loquidy, les archidiacres de la Mée, chassaient à l'épervier. Le relais de chasse se trouvait là où est actuellement le lycée de la Perverie. Cette bâtisse du XVIe siècle a été conservée et abrite maintenant l'oratoire du lycée, la sacristie, un bel escalier en ardoise et diverses pièces inutilisées. Avant le XIXe siècle, cette partie de Nantes était couverte par une immense forêt qui suivait le cours du Cens et de l'Erdre. Ces terrains ont été vendus bout à bout au XIXe, puis au XXe siècle, permettant la construction du lycée de la Perverie, au début du XXe siècle et de tout le quartier environnant. Il reste au fond du terrain du lycée une friche clôturée qui est le dernier pan de la forêt d'antan et abrite un affluent du Cens tout proche.

## Bâtiments remarquables et lieux de mémoire

### Le lycée de la Perverie
Les bâtiments historiques de la Perverie abritent aujourd'hui le collège, la salle d'étude (salle Barat), les laboratoires de science au sous-sol, divers services administratifs (bureau du CPE, bureaux des surveillants du collège, salle des professeurs), les locaux du catéchisme, de la maîtrise, les salles de répétition et les internats : filles dans le grand bâtiment en pierres apparentes, garçons dans le bâtiment en retour peint en blanc. L'école primaire se trouve dans des bâtiments plus proches de la rue, le lycée dans un bâtiment unique construit dans les années 1970 (qui abrite aussi plusieurs salles d'informatique, la salle d'arts plastique et le CDI Lycée) sur la grande cour et l'accueil dans un bâtiment en L construit à la fin du XXe siècle. Le self (commun à tous les établissements) se trouve au fond du parc à l'ouest. Le gymnase se trouve à l'autre bout, à l'est, et juste à côté se trouvent le grand et le petit terrain de foot, qui sont établis sur l'extrémité du plateau près du Cens… où les ballons se retrouvent parfois.
Cet établissement d'enseignement primaire et secondaire possède une maîtrise réputée dont les chœurs ont participé à plusieurs événements musicaux (festivals ou concours) régionaux, nationaux ou internationaux[réf. nécessaire].
Il y a aussi des classes préparatoires de lettres et deux internats – filles et garçons – dont le plus important reste celui des filles, héritage de l'histoire de l'établissement qui fut au début féminin.
La Perverie possède en 2014 un journal en ligne nommé L'épervier rédigé par une équipe de lycéens. Cinq ans auparavant, des élèves avaient créé le premier journal indépendant de l'école baptisé La Feuille de Chou qui eut une existence très brève d'à peine quatre mois.          

### Équipements/Administrations
Des bâtiments appartenant à EDF Nord-Loire et à RTE ont été bâtis au croisement de la rue de la Perverie et du boulevard Gabriel-Lauriol sur des terrains cédés par les sœurs du Sacré-Cœur de la Perverie dans les années 1960-1970.

## Rues latérales secondaires

### Rue Fructidor
Localisation : 47° 14′ 24″ N, 1° 33′ 42″ O
Elle relie la rue de la Perverie au boulevard Gabriel-Lauriol. Entre la rue Floréal et la rue de la Perverie, se trouve, dirigée d'ouest en est, une ancienne ferme qui préexistait aux maisons bâties dans les années 1950-60. Elle a encore son puits – maintenant partagé avec une autre parcelle – et un grand chêne.

Elle rappelle le mois de Fructidor, période des fruits, du calendrier républicain.

### Rue Floréal
Localisation : 47° 14′ 21″ N, 1° 33′ 44″ O
Elle relie la rue de la Perverie au boulevard Gabriel-Lauriol. Elle croise l'avenue Vendémiaire. Cette rue se trouve dans le quartier Breil – Barberie et est proche de la ligne 51 de bus (Commerce-Jonelière) et de la ligne no 2 du tramway.

Elle rappelle le mois de Floréal, période de l'épanouissement des fleurs, du calendrier républicain.

### Rue Messidor
Localisation : 47° 14′ 19″ N, 1° 33′ 48″ O
Elle relie la rue de la Perverie à la rue de la Potonnerie.

Elle rappelle le mois de Messidor, période des moissons, du calendrier républicain.

### Avenue Vendémiaire
Localisation : 47° 14′ 21″ N, 1° 33′ 44″ O
Elle relie la rue de la Potonnerie à la rue Fructidor. Elle est coupée en son milieu par la rue Floréal. C'est une rue droite de 500 mètres environ, constituée de logements individuels et de petits collectifs.

Elle rappelle le mois de Vendémiaire, période des vendanges, du calendrier républicain.